# هانتسویل (تگزاس)
هانتسویل، تگزاس (به انگلیسی: Huntsville, Texas) شهری در ایالت تگزاس از ایالات جنوبی ایالات متحده آمریکا است. در سرشماری سال ۲۰۰۰، جمعیت این شهر ۳۵۰۷۸ نفر اعلام شد.

## نگارخانه

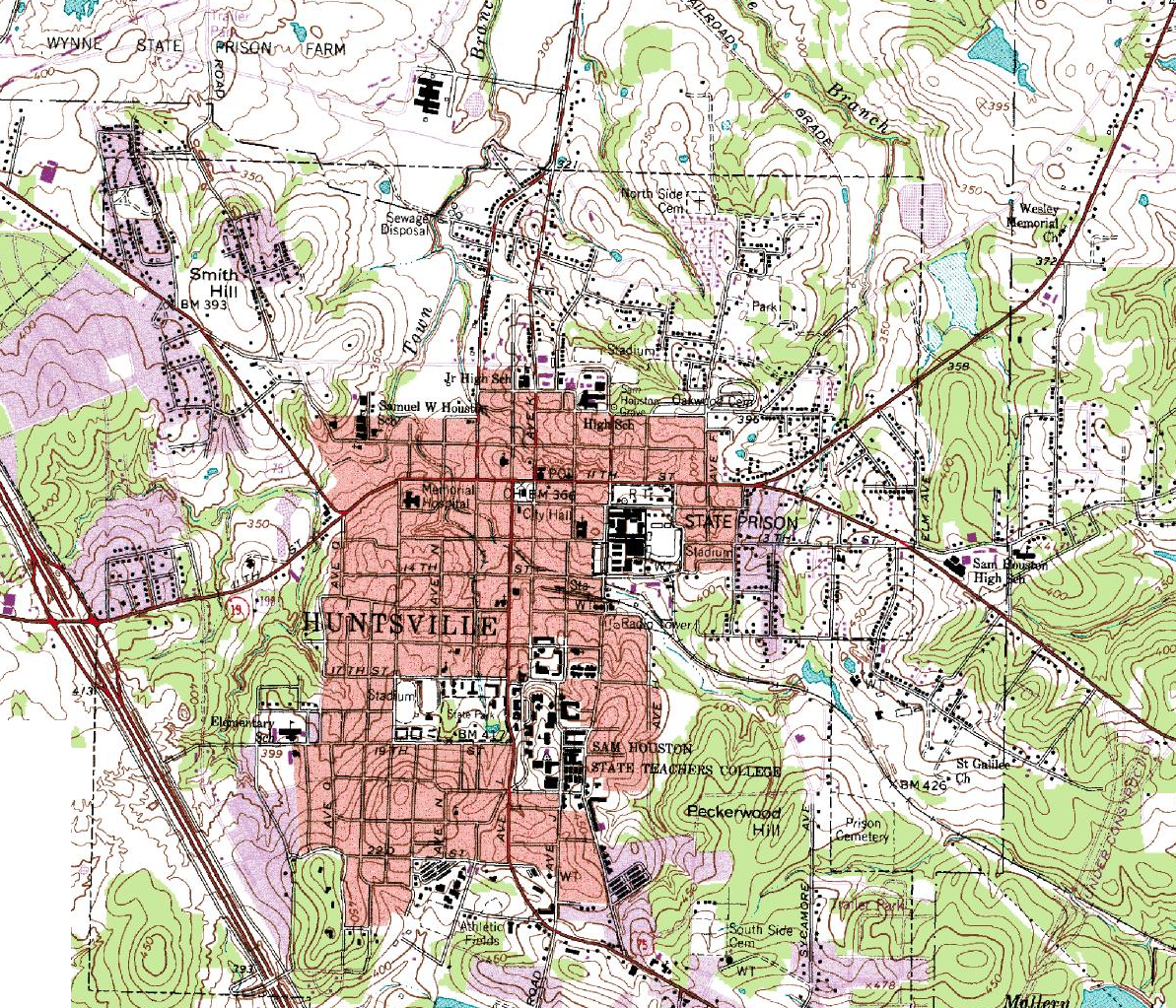